# Maliattha angustitaenia
Maliattha angustitaenia là một loài bướm đêm trong họ Noctuidae.